# Velîkodolînske
Velîkodolînske (în ucraineană Великодолинське, în germană Großliebental, Liebental) este o așezare de tip urban din raionul Odesa, regiunea Odesa, Ucraina. În afara localității principale, nu cuprinde și alte sate. Orașul a fost locuit de germanii pontici. Aceștia erau luterani, proveneau din Württemberg și au fondat satul în 1803.

## Demografie
Componența lingvistică a așezării de tip urban Velîkodolînske
     Ucraineană (51,51%)
     Rusă (46,16%)
     Alte limbi (2,33%)
Conform recensământului din 2001, majoritatea populației așezării de tip urban Velîkodolînske era vorbitoare de ucraineană (51,51%), existând în minoritate și vorbitori de rusă (46,16%).

## Monumente

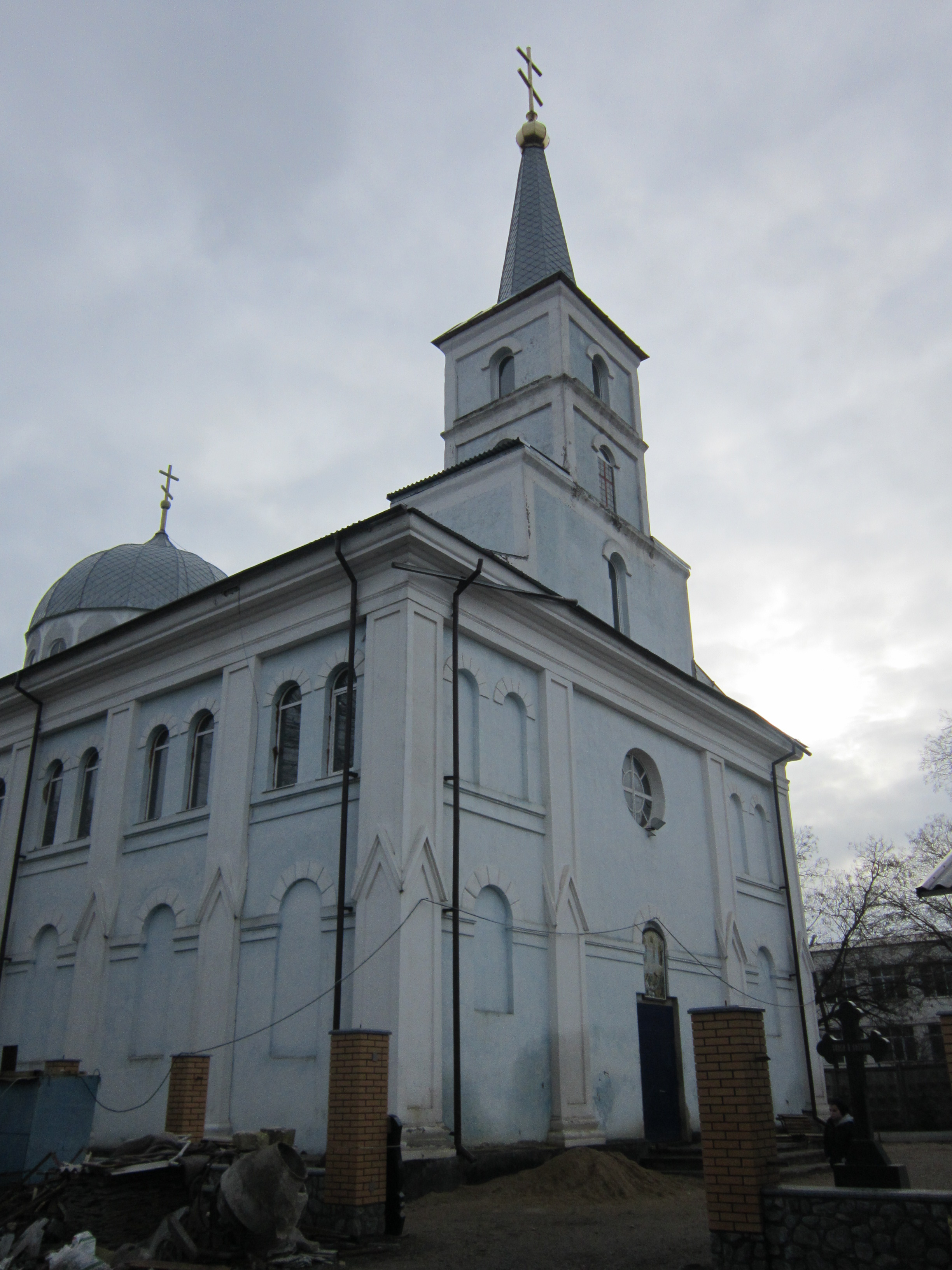
Biserica luterană, în prezent ortodoxă

- Biserica luterană, în prezent ortodoxă, monument din secolul al XIX-lea